# Crassoascus fusisporus
Crassoascus fusisporus är en svampart som beskrevs av Checa, Barrasa & A.T. Martínez 1993. Crassoascus fusisporus ingår i släktet Crassoascus och familjen Annulatascaceae.   Inga underarter finns listade i Catalogue of Life.